# Bumetopia flavovariegata
Bumetopia flavovariegata là một loài bọ cánh cứng trong họ Cerambycidae.